# El gran adiós
«El gran adiós» —cuyo título original en inglés es «The Big Goodbye»— es el duodécimo episodio de la primera temporada de la serie de televisión Star Trek: The Next Generation, emitido en 1988. Su guion proporcionó nuevas posibilidades argumentales a la holocubierta, que serían ampliamente utilizadas en posteriores episodios de la franquicia. Fue galardonado con un Premio Peabody y con un Premio Emmy debido a su hábil mezcla de la ambientación futurista y la estética del cine negro de los años 1940.

## Sinopsis
La Enterprise se dirige a una cita con los Jarada —una raza insectoide que habla un dificilísimo idioma y sublima el protocolo— con el objetivo de establecer una alianza con ella. Para ello, el capitán Picard debe saludarles en su idioma sin cometer ningún error de pronunciación, lo que sería percibido como un insulto y tendría graves consecuencias. Al ver que el capitán está tenso y que todavía hay tiempo, la consejera Troi le sugiere que se relaje un poco en la holocubierta. Picard decide vivir una aventura de su personaje favorito, el detective privado Dixon Hill.
Una primera inmersión en la ficción creada en la holocubierta, en la que Picard encarna al detective Hill, impresiona al capitán por su realismo. Entusiasmado, invita a la doctora Crusher y al señor Whalen —un tripulante experto en la Historia del siglo XX— para que le acompañen en la diversión; Data se les une inesperadamente. Mientras están sumergidos en la ficción policial, los Jarada realizan un agresivo escaneo de la Enterprise que provoca una avería de la holocubierta. Además los alienígenas reclaman la presencia del capitán para iniciar el contacto. Cuando La Forge intenta avisar a Picard, comprueba que no puede acceder a la holocubierta ni comunicar con su interior.
Mientras La Forge y Wesley intentan reparar la avería, Picard y sus compañeros son encañonados por un gánster de la ficción holográfica. Para su sorpresa, Whalen es herido de un disparo, lo que demuestra que las medidas de seguridad de la holocubierta han sido eliminadas y todos ellos están en peligro. A continuación comprueban que no pueden salir de la holocubierta. La vuelta del delincuente acompañado de su jefe y un sicario agravan el peligro. Y la llegada de un policía amigo de Hill supone tan solo la existencia de un nuevo rehén. Picard intenta convencer a los hologramas de que no son reales y de que hay un mundo exterior, pero ellos razonan conforme a su identidad de gánsters del San Francisco de 1941. Su jefe, Cyrus Redblock, amenaza con asesinar a la doctora si Picard/Hill no le entrega el artículo que busca.
Finalmente, Wesley consigue reparar la avería. La puerta se abre y Redblock comprende que Picard le ha dicho la verdad y hay otro mundo más allá. Cegado por la ambición, desoye el consejo de Data y sale de la holocubierta con su compinche, lo que causa la desintegración de ambos. Data neutraliza al último sicario y él y la doctora trasladan a Whalen a la enfermería. Picard se despide del policía amigo, quien ya se ha dado cuenta de que su propia existencia no es real. De vuelta al puente de mando, el capitán transmite el mensaje a los Jarada con absoluta corrección, lo que abre una era de entendimiento con la Federación.

## El despegue de la holocubierta

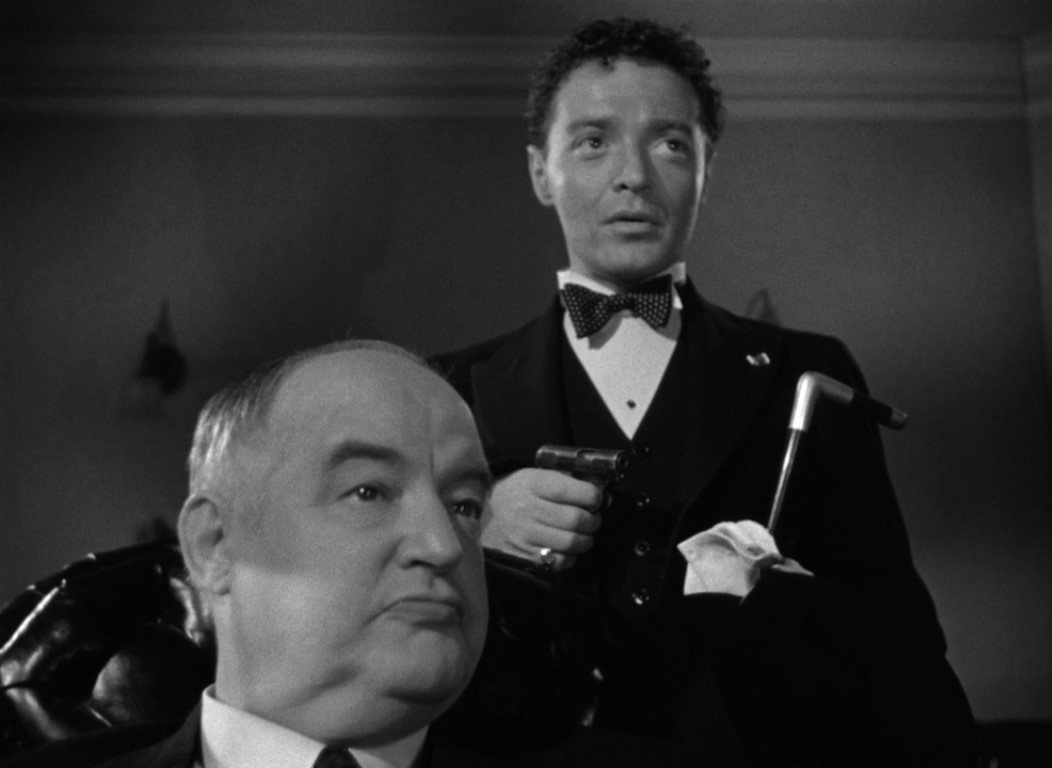
El halcón maltés sirvió de inspiración.

La holocubierta era una novedad de Star Trek: The Next Generation, pues no había aparecido en la la serie original, pero a la altura del duodécimo episodio todavía no había sido utilizada en todas sus potencialidades. En el episodio piloto, «Encuentro en Farpoint», Riker entraba en ella y se encontraba en un paraje natural de la Tierra, con árboles y un río. Allí se veía la capacidad de la sala para crear entornos creíbles, pero no personajes. En el cuarto episodio, «Código de honor», se avanzaba algo al mostrar cómo Tasha Yar utilizaba la holocubierta para entrenarse, creando un contrincante virtual con el que entraba en combate. Sin embargo, era más una herramienta que un personaje, pues no hablaba ni tenía rostro.
La idea de desarrollar una trama detectivesca en la holocubierta fue de Gene Roddenberry. El guionista Tracy Tormé desarrolló la idea y, con ayuda del director Joseph L. Scanlan, el director de fotografía Edward R. Brown y el diseñador de vestuario William Ware Theiss, ambientó la historia al modo del cine negro de los años 1940. El modelo elegido fue El halcón maltés, y fue importante también la elección de los intérpretes elegidos para encarnar a los hologramas de la historia. Lawrence Tierney había intervenido en varias películas policíacas en los años 40, y compone un personaje inspirado en el que interpretó Sydney Greenstreet en la película mencionada. Y Harvey Jason hace lo propio con respecto al rol de Peter Lorre. También los diversos policías y el vendedor interpretado por Dick Miller responden perfectamente a los tópicos del género.
La avería de la holocubierta genera una situación de peligro, pero también da lugar a que algunos de los personajes holográficos tomen conciencia de que hay un mundo más allá de la sala en la que viven coyunturalmente. La codicia de Cyrus Redblock y su compinche les costará cara, pues se desvanecen sin remedio al abandonar la holocubierta. Su desaparición no parece plantear problemas morales a Picard y sus subordinados, probablemente porque se trataba de meros personajes ficticios destinados al esparcimiento de la tripulación. La percepción sobre estos personajes variaría en episodios futuros. No obstante, sí hay una muestra de compasión cuando Picard se despide del teniente McNary, amigo de Dixon Hill, quien ya sospecha que es solo un personaje de ficción y pregunta si seguirá existiendo cuando Picard abandone la sala.

## Reparto
| - Patrick Stewart — Jean-Luc Picard - Denise Crosby — Tasha Yar - Marina Sirtis — Deanna Troi - Lawrence Tierney — Cyrus Redblock - David Selburg — Whalen - Dick Miller — Vendedor | - Jonathan Frakes — William Riker - Michael Dorn — Worf - Brent Spiner — Data - Harvey Jason — Felix Leech - Gary Armagnac — Teniente McNary - Carolyn Allport — Jessica Bradley - Erik Cord — Sicario | - LeVar Burton — Geordi La Forge - Gates McFadden — Beverly Crusher - Wil Wheaton — Wesley Crusher - William Boyett — Dan Bell - Mike Genovese — Sargento de policía - Rhonda Aldrich — Secretaria |

## Recepción

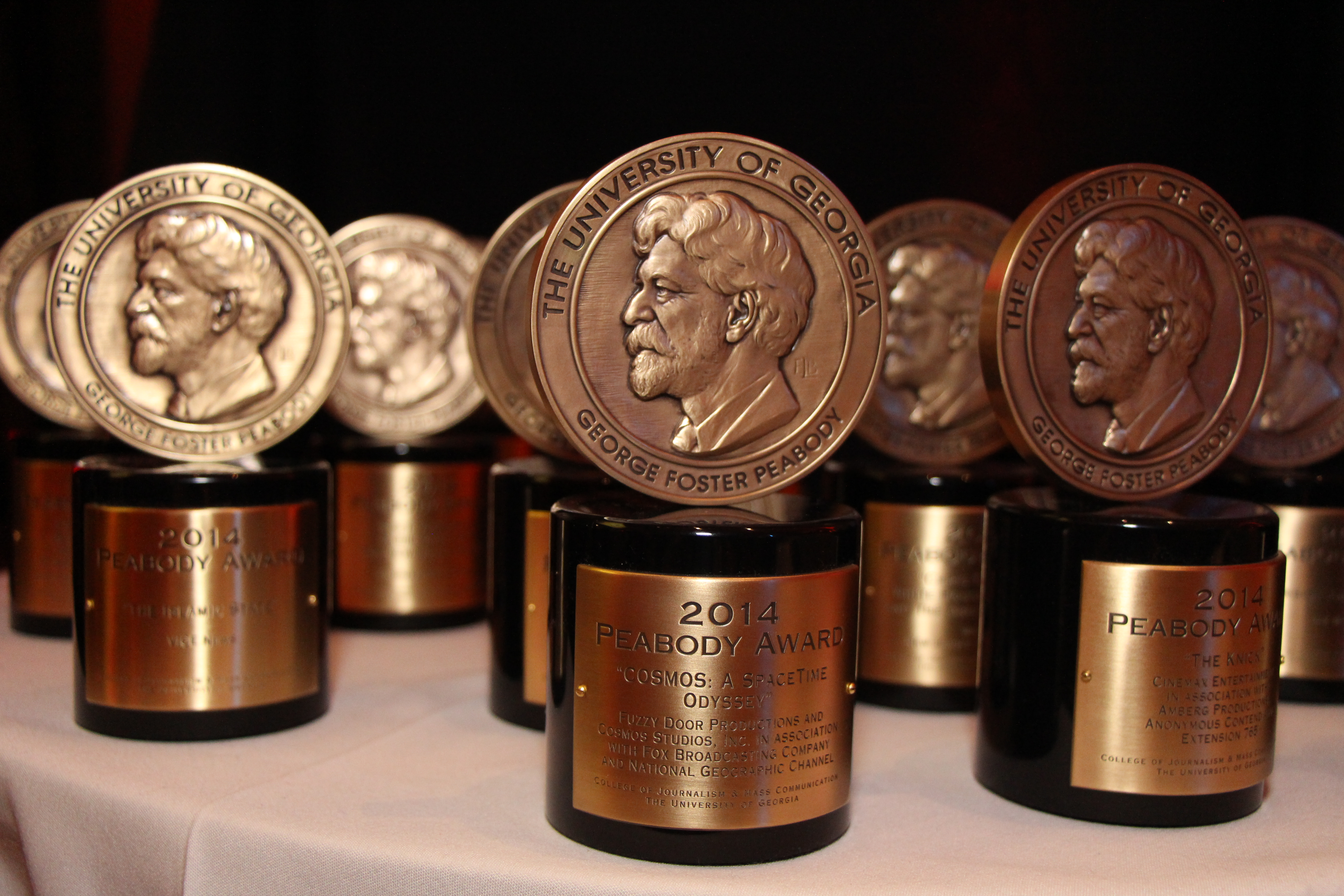
«El gran adiós» ganó un Premio Peabody

Los méritos del episodio fueron reconocidos por la Academia de Artes y Ciencias de la Televisión. «El gran adiós» fue galardonado con el Premio Emmy al mejor diseño de vestuario. William Ware Theiss había diseñado desde el principio de la temporada los nuevos uniformes de la flota estelar, en la línea de los de la la serie original y las películas, pero diferentes por las décadas transcurridas entre la época de Kirk y la de Picard. En este episodio pudo lucirse reproduciendo fielmente el vestuario propio de una película de cine negro de 1941.
El director de fotografía Edward R. Brown, apoyado por Joseph L. Scanlan, había propuesto que toda la parte relativa a la fantasía holográfica de Dixon Hill se rodara en blanco y negro, al igual que El halcón maltés y otros filmes de la época. La sugerencia fue rechazada por Robert Justman y Rick Berman, los productores de la serie, pues consideraban que sería difícil explicar la razón por la que los personajes se veían a sí mismos carentes de color. Pese a ello, Brown fue nominado al Emmy a la mejor fotografía.
«El gran adiós» obtuvo también un Premio Peabody, siendo el único episodio de la serie que obtuvo tal galardón. La institución que otorga los premios —la Escuela de Periodismo de la Universidad de Georgia— justificó la concesión del reconocimiento con estas palabras:

Star Trek ha sido parte del tejido televisivo estadounidense durante más de dos décadas. Un intento de hacer que Star Trek: The Next Generation estuviera a la altura de la considerable reputación del original se vio complicado por el hecho de que aparecería, no en las cadenas, sino en régimen de sindicación. En lugar de ceder a las realidades habituales de la “primera ejecución” y producir un programa de bajo presupuesto pero rentable, los productores decidieron optar por la más alta calidad en escritura, decoración, actuación y, de hecho, en todas las facetas de la producción. Al hacerlo, han establecido un nuevo estándar de calidad para la distribución de estrenos y esto se ejemplifica en el episodio «El gran adiós». La Junta Peabody ha decidido honrar ese episodio y, al hacerlo, desafiar a la industria de la radiodifusión a proporcionar al mercado de sindicación programas de la más alta calidad.

### Premios y nominaciones
Premios Peabody
| Año  | Categoría       | Resultado |
| ---- | --------------- | --------- |
| 1987 | Entretenimiento | Ganador   |

XL edición de los Premios Primetime Emmy
| Categoría                              | Candidatos          | Resultado |
| -------------------------------------- | ------------------- | --------- |
| Mejor diseño de vestuario en una serie | William Ware Theiss | Ganador   |
| Mejor fotografía en una serie          | Edward R. Brown     | Nominado  |